# Stadion Kranjčevićeva
El estadio Kranjčevićeva (en croata: Stadion Kranjčevićeva) (entre 1921 y 1945 Stadion Concordije) es un estadio de fútbol ubicado en la ciudad de Zagreb, Croacia. Es el estadio en el que disputa sus partidos el club NK Zagreb de la Liga croata, tiene una capacidad para 8850 espectadores, lo que lo convierte en el segundo estadio más grande de la capital, tras el Estadio Maksimir.
El estadio comenzó su construcción en la década de 1910 y se concluyó en 1921. En el momento de su inauguración era el estadio más grande de Zagreb y era propiedad del club HŠK Concordia, uno de los tres equipos prominentes de Zagreb en el período de entreguerras (los otros dos eran el Građanski y el HAŠK). En 1931 se disputó el primer partido con iluminación artificial en el estadio, en el que un combinado de jugadores de Zagreb (Zagreb XI) venció al Real Madrid por 2-1.
Después de la Segunda Guerra Mundial, el HŠK Concordia se disolvió por razones políticas y el estadio fue entregado a la recién formada Fiskulturno društvo Zagreb (Sociedad de Deportes de Zagreb), cuya sección de fútbol más tarde se convertiría en el actual NK Zagreb.
El estadio ha albergado partidos de la selección croata, especialmente amistosos.